# 아르덴

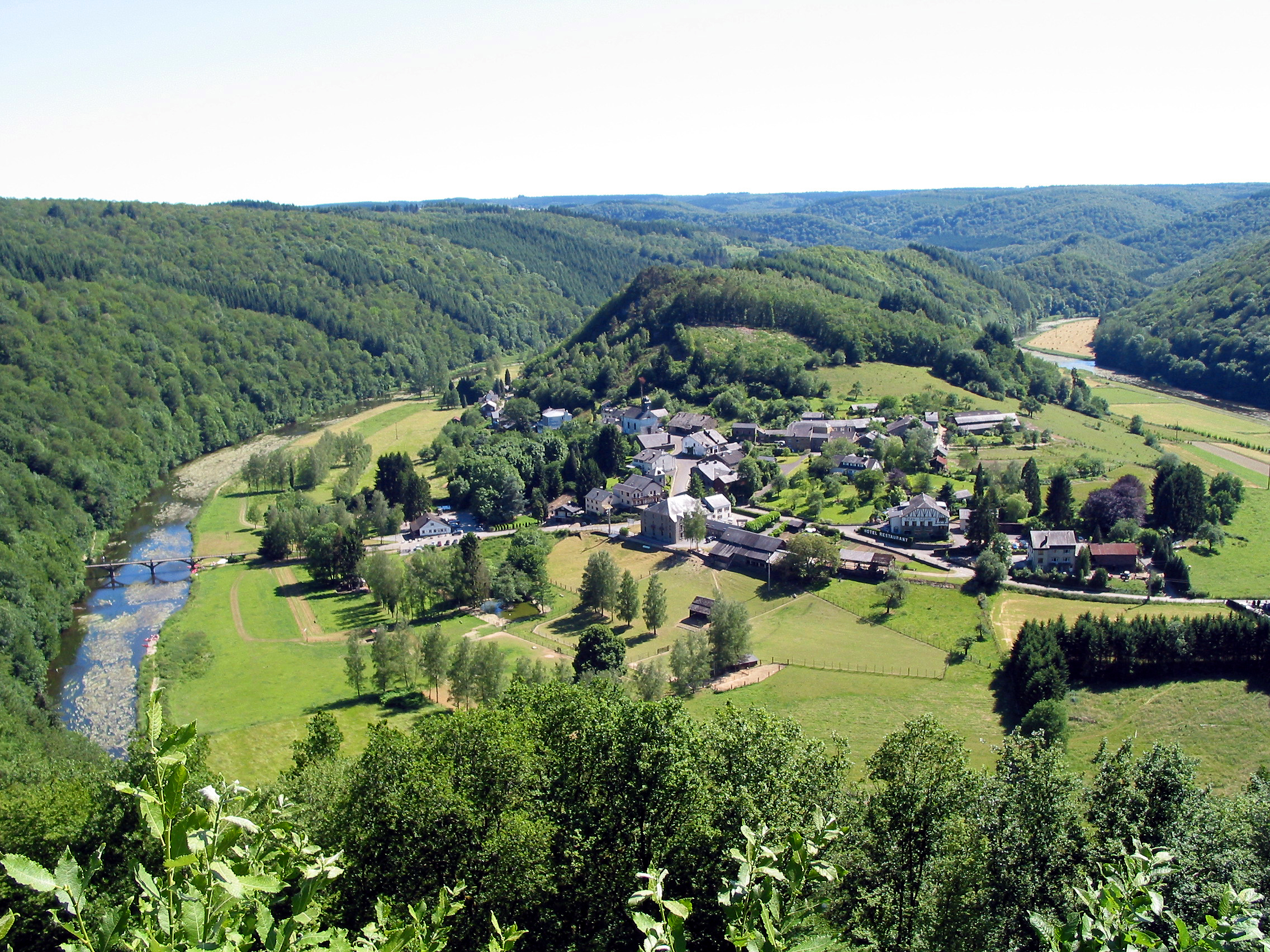
아르덴

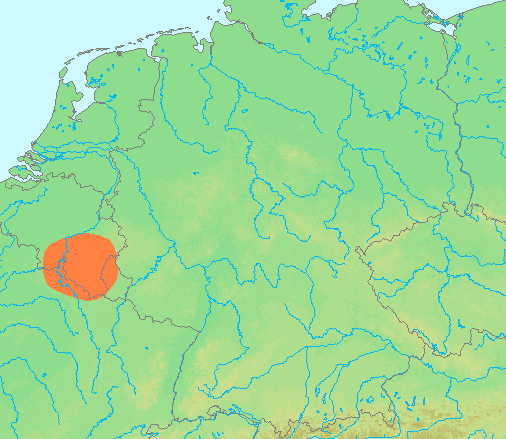
주황색으로 아르덴의 위치를 나타내는 지도

아르덴(프랑스어: Ardennes, 네덜란드어: Ardennen)은 벨기에 남동부와 룩셈부르크, 프랑스 북동부 일부에 걸쳐있는 숲과 산악 지역이다. 이 지명은 프랑스 아르덴주 및 그것을 포함한 샹파뉴아르덴 지역의 이름에도 쓰인다. 벨기에의 왈롱에서 단수형인 'Ardenne'은 벨기에 지역, 복수형인 'Ardennes'은 프랑스 지역에 보통 사용된다. 프랑스에서 복수형인 'Ardennes'은 아르덴주에 보통 사용된다.

## 같이 보기
- 벌지 전투(아르덴 공세)